# Новоянтузово
Новоянту́зово (рос. Новоянтузово, башк. Яңы Яндыҙ) — село (у минулому присілок) у складі Бірського району Башкортостану, Росія. Входить до складу Верхньолачентауської сільської ради.
Населення — 286 осіб (2010; 362 у 2002).
Національний склад:
- башкири — 62 %
- татари — 35 %